# ویوارو رومانو
ویوارو رومانو (به ایتالیایی: Vivaro Romano) یک کومونه در ایتالیا است که در استان رم واقع شده‌است.

## خصوصیات
ویوارو رومانو ۱۲٫۵ کیلومترمربع مساحت و ۲۰۴ نفر جمعیت دارد و ۷۵۶ متر بالاتر از سطح دریا واقع شده‌است.